# Gerry Chamberlain
Gerald Ray „Gerry“ Chamberlain (* 1941 oder 1942 in Refugio, Texas; † 21. Juli 2007) war ein US-amerikanischer Jazzmusiker (Posaune, Bassposaune).

## Leben und Wirken
Chamberlain war nach der Highschool als Zeitsoldat bei der 82nd Airborne und war drei Jahre als Fallschirmjäger in Westdeutschland stationiert. Anschließend studierte er an der North Texas State University bei Leon Brown. 1965 entstanden mit dem University of North Texas Neophonic Orchestra, das von Stan Kenton geleitet wurde, erste Aufnahmen; außerdem spielte er Bassposaune bei der Fort Worth Symphony. Ab den späten 1960er-Jahren tourte Chamberlain mit Bands wie Ten Wheel Drive, der Buddy Rich Big Band und Woody Herman and His Orchestra (Concerto for Herd, 1967). Danach lebte er in New York City, wo er sich fortan als Studiomusiker betätigte. Des Weiteren spielte er in Joel Kayes New York Neophonic Orchestra; im Bereich der klassischen Musik  spielte er mit der New York Philomusica und war Gründungsmitglied des Hora Decima Brass Ensemble; außerdem war er als Theatermusiker in verschiedenen Broadwayshows tätig, wie lange Jahre bei Cats. Er wirkte bei Aufnahmen von Latin-Musikern wie Ismael Rivera, Eddie Palmieri, Machito, Chico O’Farrill, Armando Rodriguez/Victor Rendon Latin Jazz Orchestra und Mario Bauzá mit. Im Bereich des Jazz war er zwischen 1965 und 1998 an 34 Aufnahmesessions beteiligt, neben den Genannten auch bei George Benson, Michael Zager, Sonny Stitt, Ronnie Foster, Chuck Israels, Eumir Deodato, David Matthews. In seinen späteren Jahren absolvierte er in Atlantic City Kurse als Blackjack-Spielleiter und arbeitete mehrere Jahre im Glücksspielbereich in Miami Beach.